# Mariakapel (Eygelshoven)
De Mariakapel is een kapel in Eygelshoven in de Nederlands Zuid-Limburgse gemeente Kerkrade. De kapel staat op een kapelberg aan de splitsing van de Marialaan, de Clemensstraat en de Coelgroevenstraat. 
De kapel is gewijd aan Maria.

## Geschiedenis
In 1938 werd de kapel gebouwd.

## Bouwwerk
De Mariakapel staat op een kapelberg in een bosgebiedje en is te bereiken via een trap. Bovenaan de trap is een metalen rondboog geplaatst waarin een tekst is aangebracht:

AVE MARIA(Wees gegroet Maria)

De kapel heeft een driezijdige koorsluiting en is opgetrokken onder een zadeldak met leien met achter op de nok van de kapel een dakruiter met klokje. De gevels zijn wit gestuukt op een bakstenen plint. De zijgevels zijn elk voorzien van twee rondboogvensters met gekleurd glas. De frontgevel is aan weerszijden schuin uitstekend uitgemetseld, heeft de vorm van een topgevel en bevat een gevelsteen en de rechthoekige toegang met afgeronde hoeken die afgesloten wordt met een smeedijzeren hek. De gevelsteen toont in reliëf Maria met kindje Jezus en de tekst:

ANNO
1938

Van binnen is de kapel bekleed met metselwerk van gele bakstenen en tegen de achterwand is een zwart marmeren altaar geplaatst. Boven het altaar is in de achterwand een rondboogvormige nis aangebracht waarvan de achterwand wit gepleisterd is. In deze nis staat een bruin Mariabeeldje dat Maria toont met het kindje Jezus.